# Ó-Livónia
Ó-Livónia a Kardtestvérek rendje, három livóniai püspökség és a rigai érsekség konföderációja 1241-től, amely magába foglalta a mai Lett- és Észtország nagy részét. Fennállt 1561-ig.

Német Lovagrend.

## Létrejötte
A Kardtestvérek rendje a kelet-balti területeken szerveződött meg a kora 13. században, amely 1206-ban megszilárdítja hatalmát a finnugor eredetű lívek felett a Gauja és Nyugati-Dvina folyók mentén. Ezt a területet nevezik néhányan Ős-Livóniának, később a Livónia név magába foglalja az összes kelet-balti területet, legyen az lett, észt, lív, vagy épp kúr.
Livónia északi részét (Észak-Észtország) a dánok hódították meg, míg délen az egyre nagyobb területeket bekebelező kardtestvér keresztesek vereséget szenvedtek előbb az oroszoktól (1234), majd a lettektől is segített litvánoktól (1236).
A lovagrendet feloszlatták, majd újjászervezve beolvasztották a Német Lovagrendbe, de autonóm rendként tovább hódoltatta és kormányozta a livóniai népeket.
1241-ben a lovagrend konföderációba lépett a dorpati (tartui), a saare-läänei és a kurzemei püspökséggel, valamint a rigai érsekséggel, ettől kezdve a Német Lovagrend uralta autonóm államalakulatot képzett Ó-Livónia néven, amelyhez 1346-tól a dánoktól megvásárolt északi észt területek is tartoztak. Az államfőnek a kardtestvérek nagymestere számított. Lassacskán a teutonok és kardlovagok leigázták a szívósan ellenálló balti és finnugor népeket, bár Északnyugat-Oroszország meghódítását nem tudták véghez vinni (1242).
A Német Lovagrend, amelynek a balti Poroszországban volt állama, nem tudta hathatósan irányítani a livóniai országrészt, amint ezt mutatta a livóniai konföderáció is. Az okok alighanem a távolságban és a szárazföldi elszigeteltségben voltak, melyből adódott a gyenge kapcsolattartás. Útban állt Litvánia is, noha a lovagok többször igyekeztek meghódítani.
A konföderáció fő hatalomforrásai a rengeteg vár és város volt, utóbbiak jelentős autonómiával bírtak és szinte kivétel nélkül a Hanza-szövetség tagjai voltak. Az egyik legfontosabb hatalom a Rigai Tanács volt, ez már 1226-ban fennállt. A polgárság legyen az akár német, vagy balti, 1297-ben szintén szövetségre lépett. Másik fő hatalmat a püspökök és a lovagok alkották, utóbbiak az ország földesurai, akik gyakran elnyomták az őslakos jobbágyokat.
Ez az államszövetség ellenben nem volt egységes. A hatalmasok állandóan gyanakvással figyelték egymást, féltékenykedtek és gyakoriak voltak az összetűzések. Az egyensúlyt ebben a széthúzó állapotban a lovagok potenciális katonai ereje jelentette, akárcsak Poroszországban is. Ott azonban ez az egyensúly felborult, amikor a Német Lovagrendre Lengyelország-Litvánia döntő csapást mért 1410-ben.
1419-ben a Livóniában levő frakciók közös testületeket alakítottak ki, ez volt az ún. Landtag, egy skandináv mintára szervezet parlament, melyekben a fő szerep a lovagoknak és vazallusaiknak jutott, s ettől kezdve a kardtestvérek Livóniában egyre inkább önállósultak.

## Felbomlása
Miután a porosz területek protestánssá váltak a kardtestvérek elszakadtak a Német Lovagrendtől és ismét önállóan kormányozták az országot (1527).
Csakhogy Livóniában is teret hódított a reformáció, amelyet előidézett a katolikus földesurak hatalmaskodása. A lovagok amúgy is gyengülő politikai, militáris és gazdasági hatalma, mitöbb egyre zsugorodó tekintélye miatt reális esélyük nem volt a terület megtartására, egyetlen reményük a német császár volt. De az ország messze feküdt a Német-római Császárságtól, s több terjeszkedni kívánó hatalom (Lengyelország, Svédország, Dánia stb.) ütközőpontjában állt, akik alig várták, hogy megkaparinthassák a gazdag livóniai városokat és kikötőket.
1558-ban IV. (Rettegett) Iván megtámadta a Kardtestvéreket, akik nem bírták feltartóztatni a beözönlő oroszokat. A nagymester Gotthard von Kettler porosz mintára evangélikus lett és a megmaradt lett és kur területeken (Kurzeme és Zemgale) protestáns lengyel hűbéres államot (hercegségeket) hozott létre 1561-ben. Livónia többi részét Lengyelország-Litvánia, Dánia, Oroszország és Svédország osztotta fel. Ez az ó-livóniai konföderáció végét jelentette.